# Битва при Балхе (1602)
Би́тва при Ба́лхе (1602) — сражение между армиями аштарханида Баки Мухаммада и Сефевидов во главе с шахом Аббасом I, состоявшееся около города Балх в июне 1602 года.

## Ход сражения
После падения власти Шейбанидов в 1601 году в Мавераннахре создалась нестабильная политическая обстановка. Этим решил воспользоваться правитель сефевидского Ирана шах Аббас I. В апреле 1602 года он во главе войск двинулся на завоевание областей к югу от Амударьи, принадлежавших Бухарскому ханству (территории современного северного Афганистана). Это была значительная армия, состоявшая из 120 тысяч человек при поддержке 300 пушек. Аббас рассчитывал разгромить 80-тысячное войско аштарханида Баки Мухаммада и взять штурмом Балх. Однако ему не удалось разгромить Баки Мухаммада и взять Балх. Состоявшееся в июне сражение закончилось отступлением сефевидских войск.

 «Когда весть об избиении еретического народа карайи достигла до правителя Ирана, шаха Аббаса, он самолично, с бесчисленным войском, пройдя через Мерв, Андхуд и Шибирган, не обращая внимания на крепости и города этих округов, вступил в район Акча и воздвиг (там) начало злобы и заблуждения. Вели-Мухаммед-хан сообщил об этом своему брату. Тот неустрашимый государь, не сосредоточив своего внимания на мобилизации войск Турана, приказал; „Каждый находящийся в составе (нашей) счастливой свиты пусть последует за нами!“ И в тот же день с немногими людьми с необычайной быстротой направился к Куполу ислама (Балху). Достигнув через двое суток берегов Джайхуна, хан сказал: „Кызылбашский народ вошёл в пределы мусульман и овладел ими. Если наша вера истинна, то мы благополучно переправимся через эту кровожадную реку, а если истина на стороне того народа, то мы станем добычей крокодила смерти“. Сказав это, он без судна и без лодки бросился в воды реки.
Окружавший хана отряд, видя это и возложив упование на бога, (также) бросился в реку и по благословению пророческой веры так (хорошо) переправился через эту опасную реку, что даже стремена ни у кого не оказались замоченными. Да, у кого найдётся мощь слова, чтобы выразить все превосходство мухаммедовой веры?
Он понёс тучи пыли на головы и глаза тех презренных кызылбашей, так что помрачился мир. Шейх приказал, чтобы войско ислама атаковало неприятелей. Взяв в руки проливающие кровь мечи, узбеки произвели такое избиение кызылбашей, что никто не остался в живых.» — МУХАММЕД ЮСУФ МУНШИ

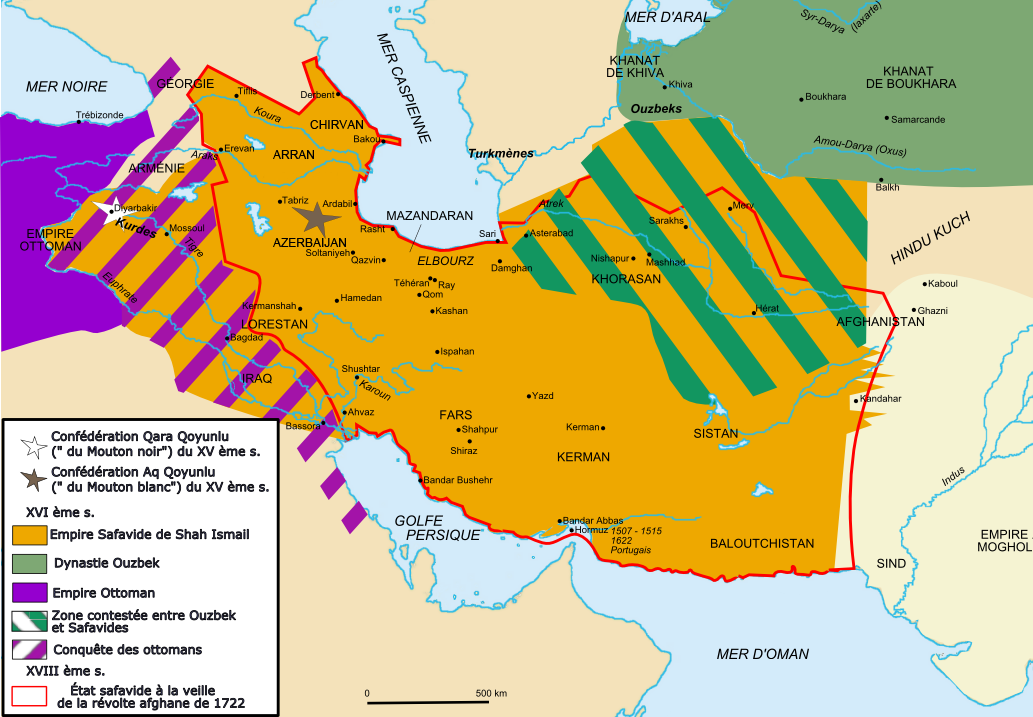
Владения Сефевидов и Аштарханидов

«МУКИМ-ХАНСКАЯ ИСТОРИЯ» 

## Значение
Поражение сефевидских войск предотвратило захват южных областей Бухарского ханства. Роль узбекского хана Баки Мухаммада в этой победе и сохранении независимости Мавераннахра была значительна.